# Vangelis Sklavos
Evangelos Sklavos, más conocido como Vangelis Sklavos, en Griego:Ευάγγελος "Βαγγέλης" Σκλάβος (nacido el 1 de diciembre de 1977 en Atenas, Grecia) es un exjugador de baloncesto griego. Con 2.02 metros de estatura, jugaba en la posición de ala-pívot.

## Trayectoria
- Panionios BC (2000-2003)
- Olympiacos BC (2003-2005)
- Valencia Basket (2005-2006)
- Lokomotiv Rostov (2006-2007)
- Panellinios BC (2007-2008)
- NSB Rieti (2008-2009)
- Triboldi Cremona (2009-2010)
- Panellinios BC (2010-2011)
- AEK Atenas BC (2011-2012)
- Pagrati Atenas (2012-2013)
- Doxa Lefkadas (2013)